# Formica lepida
Formica lepida är en myrart som beskrevs av Wheeler 1913. Formica lepida ingår i släktet Formica och familjen myror. Inga underarter finns listade i Catalogue of Life.

## Bildgalleri

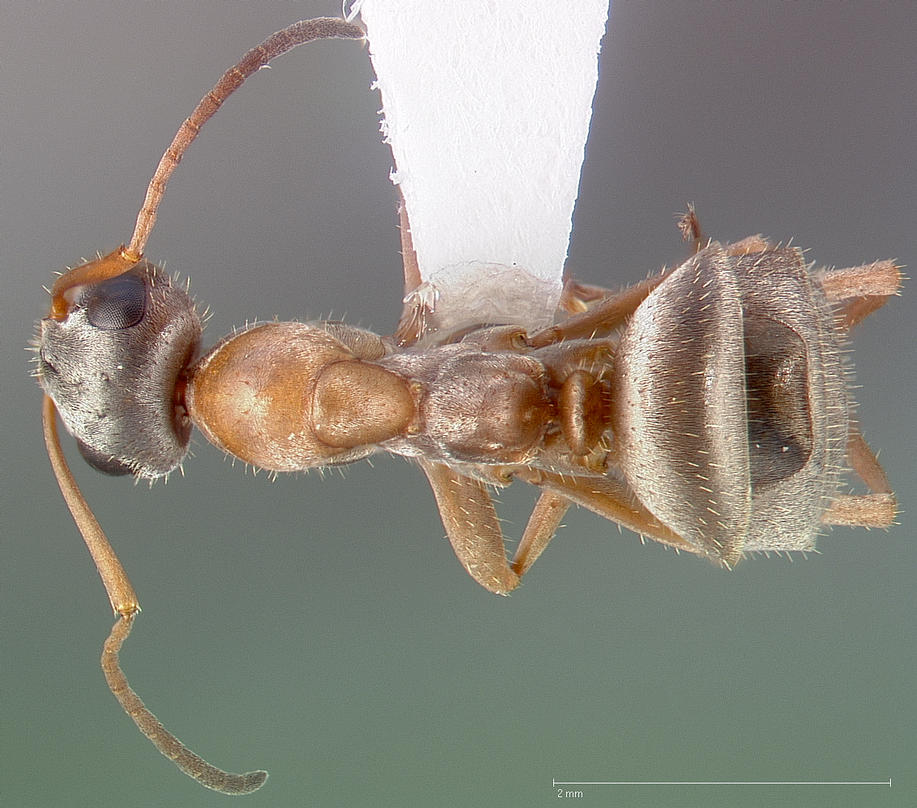
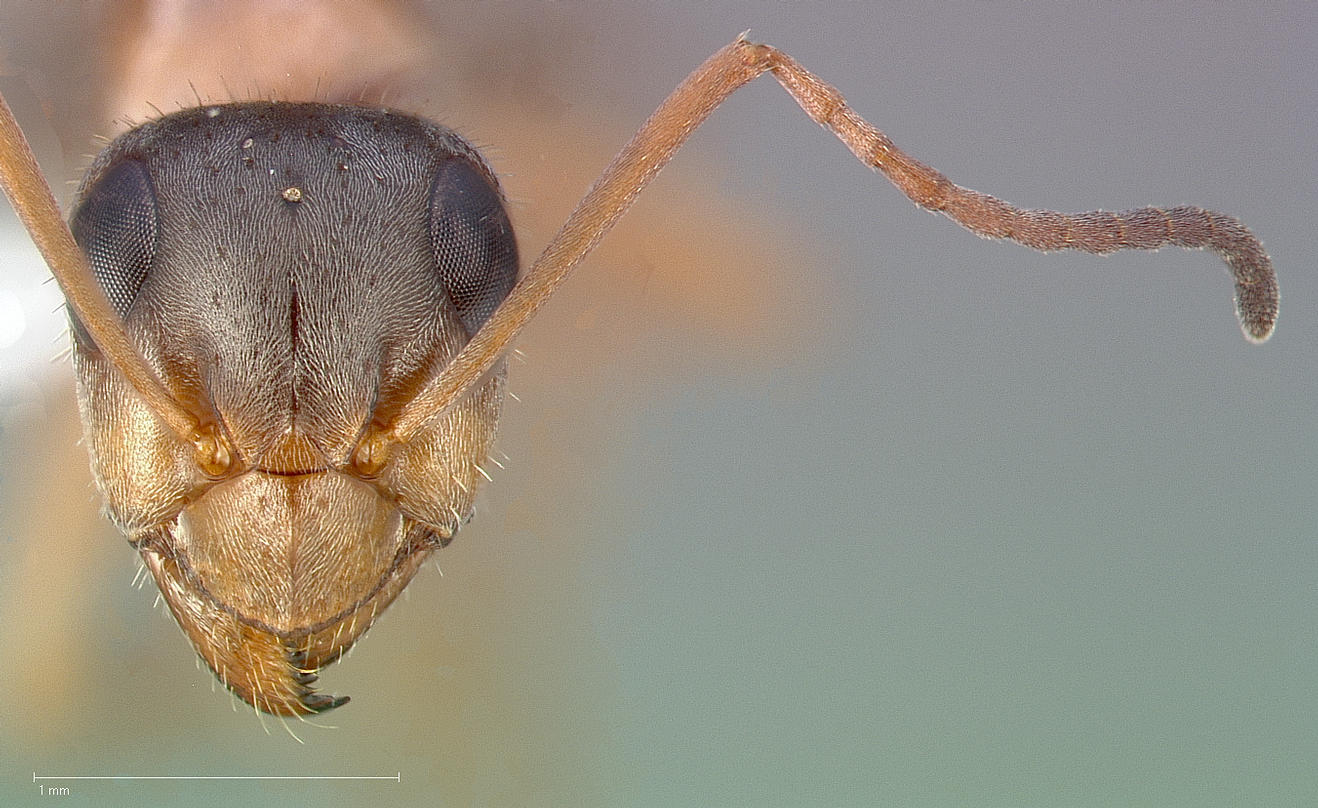
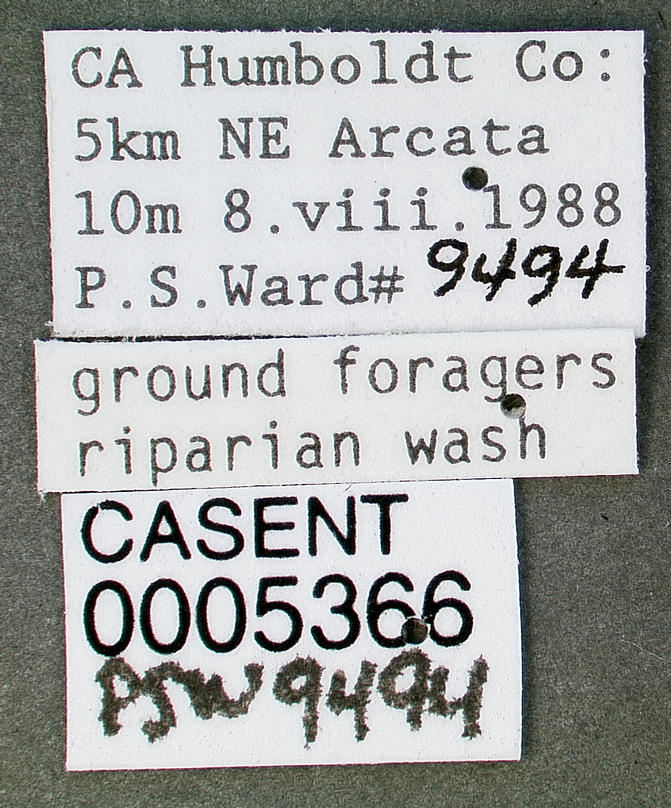
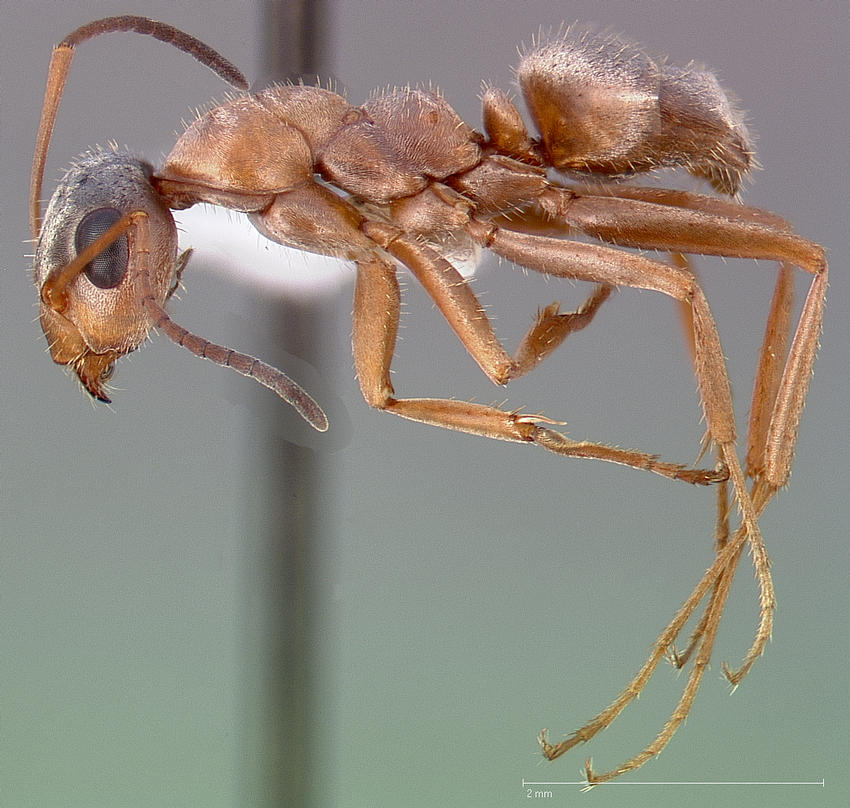